# Elisabeth van de Kamer
Elisabeth van de Kamer (Middelburg, 18 november 1869 - Amersfoort, 8 februari 1944) was de eerste vrouw die conrector werd van een gymnasium in Nederland.

## Leven en werk
Elisabeth van de Kamer was de oudste dochter van Pieter Willem van de Kamer (koopman en handelaar in manufacturen) en Marthe Nicolette Veltmaat. Elisabeth en haar beide zussen gingen lesgeven: Elisabeth haalde de MO-akte wiskunde, haar zus Hendrika werd godsdienstlerares, Nicolette muzieklerares. Elisabeth gaf mogelijk enige tijd les aan een meisjesschool te Renkum, tot zij ging studeren aan de Faculteit van Wis- en Natuurkunde van de Universiteit van Utrecht. Op 12 juni 1901 was zij daar de eerste vrouw die promoveerde, en wel cum laude op een dissertatie met de titel "Over Rationeele functies behoorende bij een Riemannsch oppervlak".
In 1900 werd Van de Kamer lerares aan het gymnasium van Tiel. Tot 1906 was zij de enige vrouw die hier lesgaf. Zij had zeven groepen leerlingen, en gaf daarnaast bijles aan zwakke leerlingen. Op 15 januari 1929 werd zij benoemd tot conrector. Hiermee was zij de eerste vrouw die in Nederland conrector werd op een middelbare school. Zij behield die functie tot haar afscheid van de school in 1935.
Na haar pensionering keerde zij terug naar Zeeland, waar haar hoogbejaarde moeder nog woonde, en in 1943 verhuisde zij naar Amersfoort, de woonplaats van een van haar zussen. Daar overleed zij in 1944 op 74-jarige leeftijd.